# Salgadinho
Salgadinho este un oraș în Paraíba (PB), Brazilia.